# Chassignolles (Indre)
Chassignolles és un municipi francès, situat al departament de l'Indre i a la regió de Centre – Vall del Loira. L'any 2007 tenia 568 habitants.

## Demografia

### Població
El 2007 la població de fet de Chassignolles era de 568 persones. Hi havia 244 famílies, de les quals 88 eren unipersonals (36 homes vivint sols i 52 dones vivint soles), 56 parelles sense fills, 80 parelles amb fills i 20 famílies monoparentals amb fills.
La població ha evolucionat segons el següent gràfic:
Habitants censats

### Habitatges
El 2007 hi havia 377 habitatges, 256 eren l'habitatge principal de la família, 76 eren segones residències i 45 estaven desocupats. 371 eren cases i 5 eren apartaments. Dels 256 habitatges principals, 210 estaven ocupats pels seus propietaris, 38 estaven llogats i ocupats pels llogaters i 8 estaven cedits a títol gratuït; 5 tenien una cambra, 22 en tenien dues, 52 en tenien tres, 62 en tenien quatre i 114 en tenien cinc o més. 186 habitatges disposaven pel capbaix d'una plaça de pàrquing. A 113 habitatges hi havia un automòbil i a 106 n'hi havia dos o més.

### Piràmide de població
La piràmide de població per edats i sexe el 2009 era:
| Homes | Edats   | Dones |
| ----- | ------- | ----- |
| 0     | 95 o +  | 4     |
| 0     | 90 a 94 | 8     |
| 8     | 85 a 89 | 8     |
| 4     | 80 a 84 | 16    |
| 20    | 75 a 79 | 16    |
| 24    | 70 a 74 | 20    |
| 36    | 65 a 69 | 20    |
| 12    | 60 a 64 | 28    |
| 12    | 55 a 59 | 4     |
| 20    | 50 a 54 | 16    |
| 16    | 45 a 49 | 4     |
| 20    | 40 a 44 | 24    |
| 16    | 35 a 39 | 20    |
| 4     | 30 a 34 | 12    |
| 12    | 25 a 29 | 12    |
| 8     | 20 a 24 | 12    |
| 24    | 15 a 19 | 4     |
| 12    | 10 a 14 | 20    |
| 20    | 5 a 9   | 12    |
| 12    | 0 a 4   | 4     |

## Economia
El 2007 la població en edat de treballar era de 323 persones, 225 eren actives i 98 eren inactives. De les 225 persones actives 209 estaven ocupades (117 homes i 92 dones) i 16 estaven aturades (7 homes i 9 dones). De les 98 persones inactives 44 estaven jubilades, 27 estaven estudiant i 27 estaven classificades com a «altres inactius».

### Ingressos
El 2009 a Chassignolles hi havia 260 unitats fiscals que integraven 592 persones, la mediana anual d'ingressos fiscals per persona era de 15.350 €.

### Activitats econòmiques
Dels 20 establiments que hi havia el 2007, 1 era d'una empresa alimentària, 3 d'empreses de fabricació d'altres productes industrials, 3 d'empreses de construcció, 7 d'empreses de comerç i reparació d'automòbils, 1 d'una empresa de transport, 2 d'empreses d'hostatgeria i restauració, 1 d'una empresa de serveis, 1 d'una entitat de l'administració pública i 1 d'una empresa classificada com a «altres activitats de serveis».
Dels 4 establiments de servei als particulars que hi havia el 2009, 1 era una oficina de correu, 1 taller de reparació d'automòbils i de material agrícola, 1 guixaire pintor i 1 fusteria.
Dels 3 establiments comercials que hi havia el 2009, 1 era una botiga de més de 120 m², 1 una botiga de menys de 120 m² i 1 una sabateria.
L'any 2000 a Chassignolles hi havia 48 explotacions agrícoles que ocupaven un total de 1.794 hectàrees.

## Equipaments sanitaris i escolars
El 2009 hi havia una escola elemental integrada dins d'un grup escolar amb les comunes properes formant una escola dispersa.

## Poblacions més properes
El següent diagrama mostra les poblacions més properes.